# Comparsa de Ballesteros
Los Ballesteros son una de las catorce comparsas que participan en las Fiestas de Moros y Cristianos de la ciudad de Villena (España).

## Historia
El origen de la actual Comparsa de Ballesteros se remonta a 1928, aquel año se crea en Villena una singular y controvertida comparsa, la de Americanos. Ya desde su primer desfile provocaron, cuanto menos, el asombro y la perplejidad del público villenense. Sin embargo, a pesar del anacronismo histórico y el escaso número se socios (a penas una treintena) lograron mantenerse activos y participar en las Fiestas de Moros y Cristianos durante tres décadas, incluso en 1948 se crea una escuadra de “indios”. Finalmente, los integrantes de la comparsa ceden a las presiones de las autoridades festeras, que a finales de la década de los 50 tratan de poner fin a los anacronismos en la Fiesta, y cambian radicalmente de nombre e indumentaria, pasando a desfilar como Comparsa de Árabes en el bando moro.
Como Comparsa de Árabes desfilan por primera vez en la entrada de 1960. Aunque los comienzos fueron prometedores y el aumento de socios significativo, los antiguos miembros de la Comparsa de Americanos no acababan de acostumbrarse su nueva personalidad. El entusiasmo inicial fue disminuyendo y lentamente el número de socios comenzó a disminuir, en 1964 son solo 23. Es entonces cuando se plantean el diseño de un nuevo traje y la vuelta al bando cristiano.
Es finalmente en 1966 cuando se funda definitivamente la Comparsa de Ballesteros. Asesorados por el historiador local José María Soler, para no incurrir en más anacronísmos, se decide adoptar una uniformidad basada en el cuerpo de ballesteros de los ejércitos medievales. Desde la fecha de fundación de la comparsa hasta nuestros días, el traje oficial ha ido sufriendo numerosas transformaciones. Tras unos años probando diferentes opciones, en 1971 se adopta la camisa amarilla, que será una de las señas de identidad de la comparsa durante dos décadas, acompañada de pantalones de pana verde, botas de cuero negro, capa y ballesta. Lo económico del atuendo atrajo a numerosos jóvenes y la Comparsa de Ballesteros creció rápidamente en número de socios.
Sin embargo, la presencia de tanto joven hizo que la comparsa pronto adquiriera fama de anárquica e informal, la mayoría de socios solo buscaban diversión y se implicaban muy poco en los actos festeros, más allá de los principales desfiles. Muchos de estos jóvenes permanecían a penas unos años como socios de la comparsa hasta que llegados a una edad decidían “sentar la cabeza” y darse de baja en la misma para marcharse a otras comparsas “más serias”. Esta situación fue remitiendo poco a poco a lo largo de los años 80 debido al buen hacer de un buen número de socios dispuestos a convertir a los Ballesteros en una comparsa ejemplar.
A mediados de la década de los 80 se aprueba un nuevo cambio de traje oficial. Esta vez se trata de un cambio integral del mismo, los pantalones pasan a ser negros y desaparece la característica camisa amarilla que pasa a ser blanca, además se incorpora un jubón o chaquetilla de terciopelo en negro y marrón y se diseña una nueva ballesta. Todo el conjunto da un aspecto mucho más elegante y formal a la comparsa que con el cambio de traje pierde un buen número de socios.
Estos cambios, junto con la incorporación de la mujer a la Fiesta en 1988, hacen que la imagen de la Comparsa de Ballesteros de un giro radical en pocos años. Actualmente se caracteriza por su ambiente familiar y su buen hacer en todos los actos festeros consolidándose como una de las compasas con mayor prestigio de cuantas participan de las Fiestas de Moros y Cristianos de Villena.